# إيلي كروس (سياسي)
إيلي كروس هو سياسي كندي، ولد في 14 أكتوبر 1957 في Come By Chance, Newfoundland and Labrador ‏ في كندا. نشط حزبياً في حزب المحافظين التقدمي في نيوفندلاند ولابرادور ‏.